# 戎州 (元朝)
戎州，元朝时设置的州。
至元二十二年（1285年）升大坝都总管置戎州，治所在今四川省兴文县。隶属于马湖路。辖境相当今四川省兴文县一带。明朝洪武四年（1371年）降戎州为戎县。万历元年（1573年），取“偃武修文”之义改戎县为兴文县。